# Pac-Man World 2
Pac-Man World 2 es un videojuego de plataformas desarrollado y publicado por Namco Hometek. Se lanzó para Xbox, GameCube y PlayStation 2 en 2002. En 2004 se lanzó una versión para Microsoft Windows y en 2005 una versión abreviada para Game Boy Advance. Es una secuela de Pac-Man World (1999). El jugador controla a Pac-Man en un entorno de plataformas 3D a través de seis mundos. En 2005 se lanzó una secuela, Pac-Man World 3. El remake, Pac-Man World 2 Re-Pac, está previsto para el 26 de septiembre de 2025 para Windows, PlayStation 4, PlayStation 5, Xbox Series X/S, Nintendo Switch y Nintendo Switch 2.

## Jugabilidad
Pac-Man World 2 es un juego de plataformas en 3D donde el jugador controla a Pac-Man y debe guiarlo hasta el final de cada nivel. El jugador puede usar múltiples habilidades; entre ellas, el Rev Roll, un movimiento que lo impulsa hacia adelante y que puede usarse para atacar enemigos y cruzar huecos; el Butt-Bounce, que permite presionar interruptores y atacar a los enemigos desde arriba; y una Flip Kick con salto para golpear a los enemigos en el aire. Cada nivel cuenta con Pac-Dots y frutas para recolectar, lo que aumentará la puntuación del jugador. Recolectar Power Pellets especiales también le otorgará a Pac-Man potenciadores temporales. Estos potenciadores pueden convertir a Pac-Man en metal, hundiéndolo en el agua y haciéndolo inmune a los peligros; encogerlo, permitiéndole acceder a ciertas partes del nivel; o permitirle temporalmente devorar enemigos fantasma. Pac-Man posee una barra de salud con solo tres segmentos; si recibe daño después de que los tres segmentos se agoten, el jugador perderá una vida y regresará al punto de control anterior. Tras completar cualquier nivel que no sea de jefe, el jugador puede repetirlo en el modo Contrarreloj, donde deberá llegar al final lo más rápido posible. Durante el contrarreloj, las frutas y otros objetos coleccionables del nivel se sustituyen por relojes, que detienen temporalmente el cronómetro si se recogen. Si Pac-Man pierde una vida durante el contrarreloj, deberá reiniciar el nivel desde el principio.
El juego cuenta con veinticinco niveles. Estos incluyen un nivel tutorial ambientado en Pac-Village, la casa de Pac-Man, seguido de seis áreas temáticas diferentes con cuatro niveles cada una. El último nivel de cada una de estas áreas presenta una batalla contra un jefe, uno o más de los enemigos fantasmas principales, que deben ser derrotados para avanzar. Algunos niveles presentan mecánicas de juego únicas. Algunos equipan a Pac-Man con patines de hielo o patines en línea, lo que influye en su velocidad y movimiento. Otros presentan niveles submarinos con desplazamiento automático, donde Pac-Man puede nadar para evitar obstáculos o pilotar un submarino equipado con torpedos. La mayoría de los niveles cuentan con uno de los 16 buques insignia coleccionables de Galaxia, que le permitirán a Pac-Man jugar un nivel de laberinto adicional, similar en jugabilidad a Pac-Man (1980). Los niveles sin jefes también cuentan con fichas arcade coleccionables; ocho están ocultas en cada nivel, mientras que las fichas de bonificación se pueden obtener recolectando todas las frutas y Pac-Dots en un nivel y completando pruebas contrarreloj. Al recolectar cierta cantidad de fichas, los jugadores pueden desbloquear versiones emuladas de títulos más antiguos de Pac-Man en el arcade Pac-Village, incluidos Pac-Man, Pac-Attack (1993), Pac-Mania (1987) y Ms. Pac-Man (1982). Recolectar fichas también desbloqueará una gramola, que permite al jugador escuchar la banda sonora del juego, y una galería de arte conceptual.
La versión para Game Boy Advance es considerablemente diferente a las demás. Se juega en vista isométrica, utiliza sprites 2D para los gráficos y un sistema de guardado con contraseña. Se omitieron los escenarios submarinos, pero se añadió un jefe adicional. Además, no se incluyen los juegos emulados.
Los relanzamientos posteriores del juego reequilibraron la jugabilidad para reducir su dificultad. Para el lanzamiento japonés del juego para PlayStation 2, se realizaron cambios adicionales para reducir la dificultad, incluyendo la reducción de ciertos niveles y la reducción de la salud de los jefes.

## Sinopsis
Hacía mucho tiempo, un espíritu malvado llamado Spooky sembraba y esparcía terror en Pac-Land, y únicamente pudo ser derrotado cuando el joven jinete Sir Pac-Alot lo encerró en un árbol del centro cuando anexó las cinco Frutas de oro. Una noche cuando Pac-Man estaba dormido, entraron a escondidas Blinky, Pinky, Inky y Clyde (aquí cabe destacar que hubo un error de cambio en el formato, Clyde ahora es el rojo, sigue siendo el líder, y Blinky es el naranja, es el más miedoso). Ellos tomaron las cinco Frutas de oro, y con ello liberan a Spooky. Al principio los fantasmas le tuvieron miedo, pero luego Spooky los elogia represándoles las frutas y diciéndoles que lo siguieran si "querían librarse de los pac's... para siempre".
En la mañana, el profesor Pac visita a Pac-Man para contarle la historia de la captura de Spooky, e informarle del robo de las frutas y la huida de Spooky, tal historia contaba sobre un ser extraño que " decía jugar solo" . Ahora Pac-Man se tiene que aventurar para recuperar las frutas y capturar a Spooky.

## Niveles
Los niveles son 25 (incluyendo los jefes); están repartidos en 7 mundos:
- Pac-Village
- Forest
- Tree Tops
- Snow Mountain
- Lava
- Ocean
- Ghost Island

El último nivel transcurre de regreso a la Pac-Village, donde Pac-Man hace la batalla final contra Spooky.

## Versiones

### Game Boy Advance
La versión de Game Boy Advance es considerablemente diferente de las otras versiones del juego. Se reproduce desde una vista isométrica y utiliza sprites 2D para gráficos y un sistema de guardado basado en contraseña. Los niveles acuáticos se omitieron en esta versión debido a las limitaciones del hardware ahorrando espacio de memoria al cartucho, mientras que se agregó un jefe adicional. Además, los juegos emulados no están incluidos.